# Tondikandia
Tondikandia est une commune du Niger, du département de Filingué dans la région de Tillaberi. Elle a pour chef-lieu la localité de Damana.

## Géographie
Le territoire communal traversé par le Dallol Bosso, s'étend sur deux zones agro-écologiques, la zone sahélo-soudanienne sur la majeure partie, la zone sahélienne au nord-ouest.
| Dingazi, Filingué | Imanan      | Kourfeye Centre          |
| Simiri            | Tondikandia | Soucoucoutane, Matankari |
| Hamdallaye        | Tagazar     | Loga                     |

## Histoire
La commune rurale est instaurée en 2002, elle est issue du canton Tondikandia-Damana fondé en 1901 par l'administration du territoire militaire du Niger.

## Population
Lors du recensement général de 2012, la population communale est relevée à 108 991 habitants, dont 3 607 habitants pour la localité chef-lieu. La commune est peuplée par les éthnies GABDA 

## Villages
La commune s'étend sur 153 villages, 83 hameaux et 6 camps.

## Services et infrastructures
La commune abrite les services suivants :
- Collège d'enseignement général (CEG) à Damana.
- Collège d’enseignement général Franco-Arabe (CEG FA) à Damana.
- Centre de Formation aux Métiers (CFM) à Damana.
- Centre de Santé Intégré (CSI) à Damana, Attaloga, Fandou Mayaki, Talifanta Béri et Tibéwa.

## Économie
L'agriculture pluviale est pratiquée dans la commune.